# Bahnhof Rennerod
Der Bahnhof Rennerod ist ein ehemaliger Bahnhof der Westerwaldquerbahn in der Kleinstadt Rennerod im Westerwaldkreis in Rheinland-Pfalz, ein Mittelzentrum und Sitz der Verbandsgemeinde Rennerod.

## Geschichte
Der Bahnhof wurde 1907 eröffnet. Er war lange Zeit Lokstützpunkt des Bw Dillenburg. Der Lokschuppen wurde 1954 abgerissen. Der Personenverkehr endete von Herborn 1959, von Montabaur 1981, Güterverkehr auf der Strecke gab es von Herborn noch bis 1967, von Montabaur 1995. Zwischen 1967 und 1995 war Rennerod also Endbahnhof. 1998 wurde die Strecke und damit auch der Bahnhof stillgelegt.
Das Bahnhofsgebäude steht unter Denkmalschutz und befindet sich heute in Privatbesitz. Darin befand sich zunächst ein Gasthaus namens „Am alten Bahnhof“, heute wird es ausschließlich als Wohnhaus genutzt.
Die noch vorhandenen Gleisanlagen werden von der IG Westerwald-Querbahn e. V. genutzt. Sie führt auf der Strecke bis Fehl-Ritzhausen seit 2014 einen Draisinenverkehr durch.
Es verkehrt die Regionalbuslinie 116 von Rennerod über Westerburg nach Montabaur. Der nächstliegende Bahnanschluss ist der Bahnhof Westerburg an der Bahnstrecke Limburg–Altenkirchen.